# Draft de l'NBA
El Draft de l'NBA és un procés de selecció dels jugadors novells per part dels equips de l'NBA, o en paraules del TermCat, "un sistema de repartició dels drets de fitxatge de nous jugadors entre els equips d'una lliga o una associació professional de basquetbol, propi dels Estats Units."

## Sistema
Els jugadors elegibles (els que tenen menys de 22 anys) s'inscriuen en el draft i llavors els equips de l'NBA els trien seguint un orde preestablert que depèn de la classificació de l'equip en la darrera temporada. L'ordre afavoreix els equips pitjor classificats per a intentar equilibrar els equips, per la qual cosa es realitza també un sorteig per a evitar l'adulteració de la competició per a tindre una ronda baixa en el draft. Aquest sorteig (anomenat 'loteria') inclou als 15 pitjors equips de la temporada.
El sou dels jugadors durant les primeres temporades en l'NBA queda determinat per la posició que van ocupar dins del draft.

## Draft d'expansió
El draft d'expansió és la fórmula que s'estableix en els esports professionals, sobretot als Estats Units, quan es creen una o més franquícies en competicions tancades, sense ascensos ni descensos. L'objectiu és aconseguir que els nous equips puguin disposar d'una plantilla de partida amb experiència prèvia en la lliga, de manera que, quan això succeeix, la resta d'equips han de seleccionar els seus jugadors protegits, que no podran ser triats, i permetre que els nous en tinguin opció sobre la resta de la plantilla. Òbviament, tots els equips reserven les seves figures, i exposen en el possible mercat els seus jugadors lesionats, veterans, o gent que no ha quallat en l'equip. En el cas del bàsquet, i més concretament en la NBA, les franquícies, en els últims draft d'expansió, han pogut protegir 8 jugadors, i n'han deixat la resta a l'elecció dels nous. També són usades aquestes opcions com a intercanvi pel que fa a futurs fitxatges, tal com succeeix en el draft de l'NBA. En els últims 20 anys, s'han produït quatre expansions dins de la lliga:

### 1988
Després de molts anys amb 23 equips disputant la lliga, es decidí obrir-la a dues noves franquícies, i en van ser els equips agraciats:
- Miami Heat, que va dotar, per fi, d'un equip professional de bàsquet l'estat de Florida.
- Charlotte Hornets, equip que en la temporada 2002-2003 es traslladaria a New Orleans.

### 1989
A la temporada següent, i tal com s'havia acordat anys enrere, s'hi produiria la inclusió de dos nous equips, i la lliga va passar a tenir 27 franquícies:
- Orlando Magic, segon equip per a l'estat de Florida, primer equip de la superestrella Shaquille O'Neal.
- Minnesota Timberwolves, que va fer tornar el bàsquet professional a una ciutat que ja havia gaudit amb els Minneapolis Lakers abans de ser traslladats a Los Angeles.

### 1995
Sis anys després, la NBA decidí estendre la lliga fora dels Estats Units, al Canadà, igual que en altres esports, com el futbol americà, el beisbol o l'hoquei sobre gel. Les ciutats elegides foren Toronto i Vancouver:
- Toronto Raptors, últimament, molt de moda en l'ambient hispà per la incorporació en els últims dos anys de José Manuel Calderón i Jorge Garbajosa.
- Vancouver Grizzlies, traslladats poques temporades després a la ciutat de Memphis, Tennessee.

### 2004
En 2004, es produí l'última expansió de la lliga fins al moment actual, i va ser triada la ciutat de Charlotte (Carolina del Nord) per a l'ocasió. El nombre d'equips quedà en 30, i es canviaren les configuracions de les divisions a partir d'aquest moment.
- Charlotte Bobcats. La ciutat de Carolina del Nord tornava a tenir un equip professional de bàsquet, dos anys després del trasllat dels Hornets a Nova Orleans.